# II. općinska nogometna liga Slavonski Brod 1983./84.
II. općinska nogometna liga Slavonski Brod ("Druga općinska nogometna liga Slavonski Brod") za sezonu 1983./84. je bila liga sedmog stupnja nogometnog prvenstva Jugoslavije. 

Liga je igrana u dvije skupine:
- "Istok" – 12 klubova, prvak "Posavina" iz Velike Kopanice
- "Zapad" – 12 klubova, prvak "Omladinac" iz Tomice

## Istok
Ljestvica
| mj. | klub                     | ut. | pob. | ner. | por. | gol+ | gol- | bod |
| --- | ------------------------ | --- | ---- | ---- | ---- | ---- | ---- | --- |
| 1.  | Posavina Velika Kopanica | 22  | 14   | 3    | 5    | 58   | 31   | 31  |
| 2.  | Mladost Donja Bebrina    | 22  | 14   | 2    | 6    | 63   | 34   | 30  |
| 3.  | Gardun Garčin            | 22  | 10   | 6    | 6    | 52   | 30   | 26  |
| 4.  | Sava Svilaj              | 22  | 9    | 7    | 6    | 45   | 39   | 25  |
| 5.  | VSK Donja Vrba           | 22  | 11   | 3    | 8    | 37   | 42   | 25  |
| 6.  | Graničar Slavonski Šamac | 22  | 10   | 4    | 8    | 55   | 34   | 24  |
| 7.  | Sloga Jaruge             | 22  | 9    | 5    | 8    | 42   | 48   | 22  |
| 8.  | Slavonac Gornja Bebrina  | 22  | 8    | 4    | 10   | 46   | 43   | 20  |
| 9.  | Radnički Sapci           | 22  | 6    | 8    | 8    | 29   | 37   | 20  |
| 10. | Dilj Klokočevik          | 22  | 4    | 8    | 10   | 32   | 49   | 15  |
| 11. | Zadrugar Oprisavci       | 22  | 3    | 6    | 13   | 31   | 65   | 12  |
| 12. | Naprijed Trnjanski Kuti  | 22  | 5    | 2    | 15   | 35   | 74   | 12  |

Rezultatska križaljka
| kratica | klub                     | DILJ | GAR | GRA | MLA | NAP | POS | RAD | SAVA | SLA | SLO | VSK | ZAD |
| --- | ------------------------ | ---- | --- | --- | --- | --- | --- | --- | ---- | --- | --- | --- | --- |
| DILJ | Dilj Klokočevik          |      |     |     |     |     |     |     |      |     |     |     |     |
| GAR | Gardun Garčin            |      |     |     |     |     |     |     |      |     |     |     |     |
| GRA | Graničar Slavonski Šamac |      |     |     |     |     |     |     |      |     |     |     |     |
| MLA | Mladost Donja Bebrina    |      |     |     |     |     |     |     |      |     |     |     |     |
| NAP | Naprijed Trnjanski Kuti  |      |     |     |     |     |     |     |      |     |     |     |     |
| POS | Posavina Velika Kopanica |      |     |     |     |     |     |     |      |     |     |     |     |
| RAD | Radnički Sapci           |      |     |     |     |     |     |     |      |     |     |     |     |
| SAVA | Sava Svilaj              |      |     |     |     |     |     |     |      |     |     |     |     |
| SLA | Slavonac Gornja Bebrina  |      |     |     |     |     |     |     |      |     |     |     |     |
| SLO | Sloga Jaruge             |      |     |     |     |     |     |     |      |     |     |     |     |
| VSK | VSK Donja Vrba           |      |     |     |     |     |     |     |      |     |     |     |     |
| ZAD | Zadrugar Oprisavci       |      |     |     |     |     |     |     |      |     |     |     |     |
| |                          |      |     |     |     |     |     |     |      |     |     |     |     |
| podebljan rezultat - utakmice od 1. do 11. kola (1. utakmica između klubova) rezultat normalne debljine - utakmice od 12. do 22. kola (2. utakmica između klubova) rezultat nakošen - nije vidljiv redoslijed odigravanja međusobnih utakmica iz dostupnih izvora rezultat smanjen * - iz dostupnih izvora nije uočljiv domaćin susreta prekrižen rezultat - poništena ili brisana utakmica p - utakmica prekinuta 3:0 p.f. / 0:3 p.f. - rezultat 3:0 bez borbe |                          |      |     |     |     |     |     |     |      |     |     |     |     |

 Izvori: 

## Zapad
Ljestvica
| mj. | klub                        | ut. | pob. | ner. | por. | gol+ | gol- | bod |
| --- | --------------------------- | --- | ---- | ---- | ---- | ---- | ---- | --- |
| 1.  | Omladinac Tomica            | 22  | 19   | 3    | 0    | 58   | 20   | 41  |
| 2.  | Posavac Ruščica             | 22  | 16   | 6    | 0    | 49   | 13   | 38  |
| 3.  | BONK Bebrina                | 22  | 10   | 6    | 6    | 56   | 45   | 26  |
| 4.  | Gaj Zbjeg                   | 22  | 11   | 3    | 8    | 44   | 30   | 25  |
| 5.  | Mladost Sibinj              | 22  | 9    | 5    | 8    | 40   | 32   | 23  |
| 6.  | Sava Slavonski Brod         | 22  | 8    | 5    | 9    | 31   | 33   | 23  |
| 7.  | Vinogorac Brodsko Vinogorje | 22  | 7    | 5    | 10   | 32   | 33   | 19  |
| 8.  | Graničar Stupnički Kuti     | 22  | 4    | 9    | 9    | 28   | 35   | 17  |
| 9.  | Mladost Malino              | 22  | 6    | 4    | 12   | 24   | 51   | 16  |
| 10. | Mladost Banovci             | 22  | 4    | 8    | 10   | 28   | 44   | 14  |
| 11. | ASK Gornji Andrijevci       | 22  | 3    | 7    | 12   | 26   | 47   | 13  |
| 12. | Proleter Šumeće             | 22  | 3    | 4    | 15   | 29   | 62   | 10  |

Rezultatska križaljka
| kratica | klub                        | ASK | BONK | GAJ | GRA | MLAB | MLAM | MLAS | OML | POS | SAVA | ŠOK | VIN |
| --- | --------------------------- | --- | ---- | --- | --- | ---- | ---- | ---- | --- | --- | ---- | --- | --- |
| ASK | ASK Gornji Andrijevci       |     |      |     |     |      |      |      |     |     |      |     |     |
| BONK | BONK Bebrina                |     |      |     |     |      |      |      |     |     |      |     |     |
| GAJ | Gaj Zbjeg                   |     |      |     |     |      |      |      |     |     |      |     |     |
| GRA | Graničar Stupnički Kuti     |     |      |     |     |      |      |      |     |     |      |     |     |
| MLAB | Mladost Banovci             |     |      |     |     |      |      |      |     |     |      |     |     |
| MLAM | Mladost Malino              |     |      |     |     |      |      |      |     |     |      |     |     |
| MLAS | Mladost Sibinj              |     |      |     |     |      |      |      |     |     |      |     |     |
| OML | Omladinac Tomica            |     |      |     |     |      |      |      |     |     |      |     |     |
| POS | Posavac Ruščica             |     |      |     |     |      |      |      |     |     |      |     |     |
| SAVA | Sava Slavonski Brod         |     |      |     |     |      |      |      |     |     |      |     |     |
| ŠOK | Proleter Šumeće             |     |      |     |     |      |      |      |     |     |      |     |     |
| VIN | Vinogorac Brodsko Vinogorje |     |      |     |     |      |      |      |     |     |      |     |     |
| |                             |     |      |     |     |      |      |      |     |     |      |     |     |
| podebljan rezultat - utakmice od 1. do 11. kola (1. utakmica između klubova) rezultat normalne debljine - utakmice od 12. do 22. kola (2. utakmica između klubova) rezultat nakošen - nije vidljiv redoslijed odigravanja međusobnih utakmica iz dostupnih izvora rezultat smanjen * - iz dostupnih izvora nije uočljiv domaćin susreta prekrižen rezultat - poništena ili brisana utakmica p - utakmica prekinuta 3:0 p.f. / 0:3 p.f. - rezultat 3:0 bez borbe |                             |     |      |     |     |      |      |      |     |     |      |     |     |

 Izvori: 

## Unutrašnje poveznice
- I. općinska liga Slavonski Brod 1983./84.
- III. općinska liga Slavonski Brod 1983./84.